# Plaza (Venezuela)
Plaza è un comune del Venezuela nello Stato di Miranda. È posto immediatamente ad est del Distretto Metropolitano di Caracas. Confina con i comuni di Sucre ad ovest, Paz Castillo a sud, con Zamora ad est e con lo Stato di Vargas a nord.
Il capoluogo Guarenas, oggi unito al sobborgo orientale Guatire, è una città di circa 200.000 abitanti con un'importante zona industriale.

## Geografia fisica
Il comune è stretto fra le catene montuose della Serranía de la Costa a nord, e della Serranía del Interior a sud, sviluppandosi attorno alla valle del fiume Guarenas che attraversa il territorio da est ad ovest.

## Storia
Il nucleo originario, nonché attuale capoluogo del comune, è Guarenas, fondata nel 1621 col nome di Nuestra Señora de Copacabana de los Guarenas.
Il 27 febbraio 1989 partì da qui la rivolta poi estesasi alla capitale e dintorni, nota con il nome di Caracazo, che scosse tutto il paese.
Deve il suo nome al militare venezuelano Ambrosio Plaza, protagonista della guerra di indipendenza.

## Amministrazione

### Parrocchie
Il comune di Plaza ha una sola parrocchia:
- Guarenas